# Aeroporto Internacional de Zvartnots
O Aeroporto Internacional de Zvartnots (em armênio: Զվարթնոց Միջազգային Օդանավակայան) (IATA: EVN, ICAO: UDYZ) é o aeroporto internacional na cidade de Zvartnots que serve principalmente a cidade de Ereva, capital da Armênia, sendo o principal do país e o segundo mais movimentado do Cáucaso.
A construção do aeroporto começou em 1961, sendo aberto em 1970, um novo terminal foi inaugurado na década de 1980, em 1998 foi inaugurado um novo terminal de carga, um novo terminal internacional foi inaugurado em 2007 e mais um em 2011.